# 로렌 서던
로렌 서던(Lauren Southern, 1995년 6월 15일 ~ )은 캐나다의 자유지상주의 및 보수주의 성향 정치 평론가, 운동가, 작가이다. 2015년 캐나다 연방 선거에 캐나다 자유지상당 후보로 출마하기도 했다.